# Damochojena
Damochojena is een dorp in het district Central in Botswana. De plaats telt 993 inwoners (2011).